# USS LST-294
O USS LST-294 foi um navio de guerra norte-americano da classe LST que operou durante a Segunda Guerra Mundial.